# Pardosa tenuipes
Pardosa tenuipes là một loài nhện trong họ Lycosidae.
Loài này thuộc chi Pardosa. Pardosa tenuipes được Ludwig Carl Christian Koch miêu tả năm 1882.